# Vaso de Entemena
O Vaso de Entemena é um vaso de prata do tipo tripé e foi nomeado após Entemena, governante de Lagas.

## Detalhes
O vaso foi recuperado em Teló em 1888 no local da antiga Xirpurla por Ernest de Sarzec. Ele foi doado ao Louvre pelo sultão Abdulamide II em 1896 e foi considerado um dos exemplos mais antigos de gravura em metal sobreviventes. Acredita-se que este vaso data de c. 2 400 a.C., e que o vaso seja dedicado ao deus da guerra Ninguirsu.
As pernas do vaso são feitas de cobre. Na superfície do vaso levemente gravado, está uma imagem de Anzude, a águia com cabeça de leão, segurando dois leões com suas garras.
Em 1910, Leonard William King descreveu este vaso como "o melhor exemplo de trabalho em metal sumério já recuperado".